# Kečovská vyvieračka
Kečovská vyvieračka (pol. Keczowskie Wywierzysko) – obfite wywierzysko (a właściwie system kilku wywierzysk) u południowych podnóży Płaskowyżu Silickiego, w południowo-wschodniej Słowacji.

## Położenie
Wywierzyska znajdują się na terenie Krasu Słowacko-Węgierskiego. Usytuowane są na pd.-zach. obrzeżu Płaskowyżu Silickiego w północnej i wschodniej części wsi Kečovo w powiecie Rożniawa.

## Kečovská vyvieračka 1
Ok. 400 m powyżej ostatnich zabudowań znajduje się Kečovská vyvieračka 1 (też: Veľká vyvieračka v Kečove, Prvá vyvieračka, Stála vyvieračka) – czyli Keczowskie Wywierzysko 1. Pod skalną ścianką są dwa wypływy. Jeden, o stałej wydajności ok. 23 l/s, jest ujęty do wiejskiego wodociągu dla wsi Kečovo. Drugi, o wydajności wahającej się od 1,5 l/s do 450 l/s, odcieka swobodnie, tworząc Keczowski Potok (słow. Kečovský potok), który poniżej wsi przecina granicę i już na terenie Węgier, jako Jósva, uchodzi do Bodvy. System jaskiniowy zaczyna się syfonem głębokim na ok. 6 m. Za nim pod wodą w głąb górotworu wiedzie korytarz o czworokątnym przekroju, o znacznie zamulonym dnie, którym jeszcze XX w. nurkowie-speleolodzy osiągnęli odległość ok. 50 m. W 2015 r. kolejna ekipa płetwonurków przedłużyła jaskinię o dalsze 135 m, aż po długi na 40 i wysoki na ok. 30 m Dóm problémov.

## Stará vyvieračka
Ok. 10 m w lewo od jeziorka wyżej opisanego wywierzyska, nieco wyżej pod skalną ścianką, leży Stará vyvieračka – Stare Wywierzysko. Normalnie jest ono bezwodne i stanowi jaskinię - stąd inna nazwa: Jaskyňa Kečovských prameňov. Jej wylot w formie przewieszonego portalu jaskiniowego przechodzi w zwężający się korytarz, który po 33 m ginie w zawale. Woda w wywierzysku pojawia się tylko okazjonalnie – po wielkich deszczach lub wiosną przy intensywnym topnieniu pokrywy śnieżnej.

## Kečovská vyvieračka 2
Ok. 400 m na wsch. od Kečova, na zboczu niewielkiego wzgórza, na lewym brzegu Keczowskiego Potoku, znajduje się Kečovská vyvieračka 2 (też: Druhá občasná vyvieračka). Z naturalnej szczeliny w skale o wymiarach 40 x 60 cm woda pojawia się dopiero wtedy, kiedy aktywne są już wszystkie inne wywierzyska Kečova (także niżej położone wywierzysko nr 3 – p. niżej). Znany fragment przywylotowego systemu jaskiniowego ma długość 30 m i głębokość 9 m.

## Kečovská vyvieračka 3
Kečovská vyvieračka 3 (też: Tretia kečovská vyvieračka, Výpusť v Kečovskom údoli) jest najniżej położonym wywierzyskiem w systemie wywierzysk keczowskich. Leży ok. 1 km na wsch. od wsi Kečovo, po lewej stronie Keczowskiego Potoku. Jej wylot ma formę studni głębokości 9 m, na której dnie odchodzą dwa ślepo kończące się korytarze o łącznej długości 14 m. Normalnie bezwodne - woda zaczyna wybijać pod dużym ciśnieniem dopiero po tym, jak uaktywnia się Stare Wywierzysko (ale przed uaktywnieniem się niżej położonego wywierzyska nr 2!).

## System hydrologiczny wywierzysk
Wywierzyska odwadniają pd. część Płaskowyżu Silickiego o powierzchni ok. 18 km². System hydrologiczny Keczowskich Wywierzysk zaczyna się od ponorów położonych tuż na pd. od wsi Silická Brezová. Wodę w nich znikającą można następnie obserwować m.in. w jaskiniach Milada i Matilda, a następnie na krótkim odcinku w jaskini Bezodná ľadnica. Odległość od ponorów do wywierzyska wynosi w linii prostej ok. 3 km, a różnica wysokości ok. 90 m. Podczas badań prowadzonych na przełomie l. 50. i 60. XX w. woda zabarwiona w jaskini Milada wyciekła w Keczowskim Wywierzysku po 34 godzinach, a woda zabarwiona w jaskini Bezodná ľadnica – po 21 godzinach.